# Felix Klare
Felix Klare, né le 12 octobre 1978 à Heidelberg (Bade-Wurtemberg), est un acteur allemand.

## Biographie
Felix Klare est le fils d'un couple de médecins qui a fui l'Allemagne de l'Est en 1974 avec ses trois frères et sœurs plus âgés grâce à des documents falsifiés. Felix Klare est né à Heidelberg et a grandi à Munich. Après l'école, il a complété sa formation d'acteur à l'Académie des arts dramatiques "Ernst Busch" à Berlin. Ses premiers contrats l'ont emmené au théâtre Maxime Gorki à Berlin, le Berliner Ensemble et le Deutsches Schauspielhaus à Hambourg. En 2002, il s'installe pour deux ans au Fribourg Théâtre à titre de surintendant d'Amélie Niermeyer. Depuis 2005, Felix Klare est un acteur indépendant de Munich. Il y a assumé des rôles au Théâtre d'État de Bavière à Munich et dans le Schauspielhaus de Düsseldorf en 2006/2007.
En 2008, il rejoint la scène de la Radio Sud-Ouest. En 2010, il a joué le rôle principal dans la production de la chaîne Südwestrundfunk intitulée Bis nichts mehr bleibt (Jusqu'à ce qu'il ne reste rien).
Felix Klare est marié à l'actrice Zora Thiessen et le couple a deux enfants,.

## Filmographie
Séries télévisées
- 2002 : STF (épisode In vollem Wichs)
- 2003 : Ich leih' dir meinen Mann
- 2005 : Das Leben der Philosophen
- 2010 : Bis nichts mehr bleibt
- 2010 : Dutschke
- 2012 : Munich 72 : L'Attentat (München 72 – Das Attentat) de Dror Zahavi
- 2012: Rotkäpchen (Le petit chaperon rouge) régie: Sibylle Tafel diffusé à la télé allemande (ARD le 25.12. 12) dans le rôle du chasseur.

Série Tatort
- 2008 : Hart an der Grenze et In eigener Sache
- 2009 : Tödliche Tarnung, Das Mädchen Galina et Altlasten
- 2010 : Blutgeld et Die Unsichtbare
- 2011 : Grabenkämpfe et Das erste Opfer
- 2012 : Scherbenhaufen

Cinéma
- 2003 : Luther
- 2006 : Offset
- 2010 : Vorstadtkrokodile 2